# Шошин, Яков Герасимович
Яков Герасимович Шошин (1744—1798) — генерал-майор, участник русско-турецких войн.

## Биография
Родился в 1744 году, был сыном коллежского асессора, из рода дворян Шошиных.
Вступил на военную службу в 1755 году, произведён в подпоручики в 1762 г., в поручики — в 1767 г. и в капитаны — в 1770 г.
Состоя во 2-м гренадерском полку участвовал в русско-турецкой войне и был ранен в 1770 г.; не выздоровев ещё, выпросил разрешение участвовать в штурме крепости Бендеры и один из первых взошёл на городской вал, за что был пожалован орденом св. Георгия 4-й степени (по данным Степанова и Григоровича, Шошин был награждён этим орденом 26 ноября 1787 года, № 486 по кавалерскому списку) и произведён в секунд-майоры.
В 1771 году был назначен командиром Балтинского деташемента, с которым был под Очаковым; в 1772 г. откомандирован в Крым и назначен начальником Ялтинского поста, а затем был командирован к прибывшему тогда в Крым в качестве уполномоченного для переговоров с татарами генерал-лейтенанту Е. А. Щербинину, в свите которого состоял по 1774 г., причём ему поручены были разные комиссии; в том же году был на Кубани.
Произведенный в 1777 г. в премьер-майоры и в 1778 г. в подполковники, Шошин в 1780 г. был назначен командующим Польского пограничного кордона, командовал затем более года Венгерским гусарским полком, а в 1787 г. произведён в полковники.
Состоя командиром Вологодского пехотного полка, Шошин с 1788 по 1789 г. был в кампании против турок. В 1791 году был произведён в бригадиры, 24 ноября 1794 г. — в генерал-майоры, а в 1797 году уволен от службы.
Скончался в Умани в 1798 году. Погребён в селе Шошиновке (на тот момент Новороссийская губерния)